# Isabel Lucas
Isabel Lucas (Melbourne, 29 de gener de 1985) és una actriu de cinema i sèries de televisió australiana, coneguda per interpretar a Tasha Andrews a la sèrie australiana Home and Away.

## Biografia

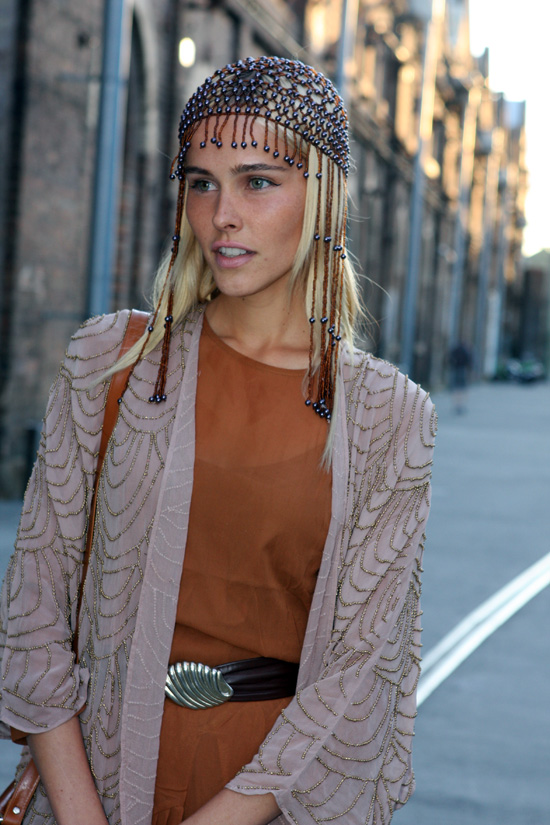
Lucas a l'Asos Fashion Cocktail Party el 2011.

Lucas va néixer el 29 de gener de 1985 a la ciutat australiana de Melbourne, essent filla de pare australià i mare d'ascendència suïssa. Té una germana gran anomenada Nini Lucas. A part d'anglès sap parlar francès i alemany. Va estudiar art dramàtic al Victorian College of Arts i a la Universitat de Tecnologia de Queensland.
Isabel és d'ascendència suïssa per part de la seva mare, Beatrice, i australiana per part del seu pare. Lucas apadrina una nena de 10 anys de Zàmbia i els seus pares de nens d'Àfrica, Amèrica Llatina i Àsia.
Al juliol de 2008 Isabel va estar involucrada en un accident automobilístic amb Shia LaBeouf, d'on va escapar amb només algunes rascades i blaus mentre que la mà de LaBeouf va quedar aixafada pel que va necessitar de cirurgia, no obstant això després es va recuperar. L'accident es va ocasionar després que un altre vehicle se saltés un semàfor en vermell i xoqués amb el cotxe on es trobaven Shia i Isabel.
És molt bona amiga dels actors Jason Smith, Sharni Vinson i Indiana Evans amb els qui va treballar en Home and Away.
El 2008 va sortir amb l'actor Adrian Grenier, l'estrella de la sèrie Entourage, però la relació va acabar l'agost del mateix any.
El 2009 va sortir breument amb l'actor Joel Edgerton. Al novembre de 2010 va començar a sortir amb el cantant Angus Stone,no obstant això la parella va acabar el 2012.
Va aparèixer en un comercial de televisió americana per a la pasta de dents Crest, també va aparèixer en un anunci per al turisme de Daylesford, representant el paper de núvia del famós Benjamin Simon.
En 2003 es va unir a l'elenc de la sèrie australiana Home and Away on va interpretar a Tasha Andrews-Hunter fins al 2007, després que Tasha se'n anés de Summer Bay al costat del seu espòs i filla per anar-se a viure amb la seva tia. Per la seva interpretació va guanyar un premi Logie el 2004 en la categoria d'artista nova més popular. Isabel havia fet una audició per al paper de Kit Hunter però el va guanyar l'actriu Amy Mizzi, no obstant això els productors van quedar impressionats amb Lucas i van crear el paper de Tasha especialment per a ella.
El 2009 va aparèixer en pel·lícules com The Waiting City, en la pel·lícula d'acció Transformers: Revenge of the Fallin on va interpretar al decepticó que es disfressa com a humà Alice i en Daybreakers, on va interpretar Alison, la filla de Charles Bromley (interpretat per Sam Neill).
Aquest mateix any va aparèixer en el documental americà The Cove, on un grup d'activistes descriuen la matança anual de dofins al parc nacional en Taiji, Wakayama, al Japó. La pel·lícula posa de manifest que el nombre de dofins morts, és diverses vegades major que el nombre de balenes que es maten en l'Antàrtida.
El 2010 va aparèixer en pel·lícules com la comèdia A Heartbeat Away on va interpretar a Mandy Riddick, en la comèdia dramàtica Kin on va donar vida a Anna Petrov i en la pel·lícula d'acció i guerra Red Dawn. Aquell mateix any va participar en un episodi de la minisèrie de la Segona Guerra Mundial The Pacific produïda per Steven Spielberg. El 2010 va ser nominada com una de les celebritats vegetarianes australianes més sexies per AsiaPacific.com.
És molt bona amiga dels actors Jason Smith, Sharni Vinson i Indiana Evans amb qui va treballar a Home and Away.
El 2011 va aparèixer a la pel·lícula d'acció, drama i fantasia Inmortals on va interpretar a la deessa Athena.
El 2012 va participar en la pel·lícula Red Dawn on va interpretar a Erica Martin. Al novembre del mateix any va aparèixer en el video musical de Ed Sheeran titulat "Give Me Love" on va interpretar cupid.
El 2013 va aparèixer a la pel·lícula Loft on interpretà a Sarah Deakins i a Knight of Cups com Caroline al costat de Cate Blanchett. El 2014 va aparèixer en la pel·lícula Careful What You Wish For on interpretà a Lena.
Al setembre de 2015 es va anunciar que apareixeria en la pel·lícula SFv1 on interpretaria a Gyp.
El 2006 va sortir amb l'actor Chris Hemsworth, fins al juny del mateix any. En el 2007 va sortir amb el músic George Byrne, el germà de l'actriu Rose Byrne, encara que la relació va acabar tots dos segueixen sent bons amics. En el 2008 va sortir amb l'actor Adrian Grenier, l'estrella de la sèrie Entourage, però la relació va acabar l'agost del mateix any. En el 2009 va sortir breument amb l'actor Joel Edgerton. El novembre del 2010 va començar a sortir amb el cantant Angus Stone, però la parella va acabar el 2012.

## Activisme
A Isabel li agrada contribuir amb el medi ambient, la protecció dels seus habitants i és una gran amant dels animals, per la qual cosa ha treballat en associacions com Greenpeace per degradar el comerç de la caça de balenes al Japó, és ambaixadora de Global Green Plan, entre d'altres.
L'octubre de 2007 un grup de 30 protestants de Sea Shepherd Conservation Society, entre ells Isabel, Hayden Panettiere i l'instructor de surf Vagi Phrachanh, van remar en la costa de Taiji, Wakayama, Japó en taules de surf per protestar contra la matança de dofins, al grup se li va emetre una ordre d'arrest per interferir en el comerç internacional, ordre que segueix vigent, per la qual cosa van haver d'abandonar el país per evitar ser detinguts.
Isabel és portaveu de la Australian National Breast Cancer Foundation i moltes altres organitzacions incloent World Vision d'on va ser ambaixadora el 2004, The Humour Foundation, Women Against Violence, Oxfam Community Aid Abroad i Save the Whales Again.
Inspirat pel documental guanyador de l'Oscar, The Cove, diverses estrelles de televisió, cinema i música es van unir per ajudar els dofins del Japó, fent videos. Alguns dels actors que han participat en videos per a aquesta organització són Jennifer Aniston, Naomi Watts, Hayden Panettiere, Ben Stiller, Robin Williams, Courteney Cox, Mariska Hargitay, entre d'altres.
En 2010 va ser nominada com una de les celebritats vegetarianes australianes més sexies d'Asiapacific.com.

## Obres

### Cinema
| Any  | Títol                                        | Paper          | Notes      |
| ---- | -------------------------------------------- | -------------- | ---------- |
| 2009 | The Waiting City                             | Scarlett       |            |
| 2009 | Daybreakers                                  | Alison Bromley |            |
| 2009 | Transformers: Revenge of the Fallen          | Alice          |            |
| 2009 | The Cove                                     | Ella mateixa   | Documental |
| 2010 | The Wedding Party                            | Anna Petrov    |            |
| 2011 | Immortals                                    | Athena         |            |
| 2011 | A Heartbeat Away                             | Mandy Riddick  |            |
| 2012 | Red Dawn                                     | Erica Martin   |            |
| 2014 | The Loft                                     | Sarah Deakins  |            |
| 2014 | Electric Slide                               | Pauline        |            |
| 2014 | The Water Diviner                            | Natalia        |            |
| 2015 | Knight of Cups                               | Isabel         |            |
| 2015 | Careful What You Wish For                    | Lena           |            |
| 2015 | Unity                                        | Narradora      | Documental |
| 2015 | That Surgar Film                             | Ella mateixa   | Documental |
| 2016 | The 11th                                     | Sisse          |            |
| 2016 | Science Fiction Volume One: The Osiris Child | Gyp            |            |
| 2016 | That's Not Me                                | Zoe Cooper     |            |

### Sèries de televisió
| Any       | Títol         | Paper         | Notes                   |
| --------- | ------------- | ------------- | ----------------------- |
| 2003–2006 | Home and Away | Tasha Andrews |                         |
| 2010      | The Pacific   | Gwen          | 1 episodi ("Melbourne") |
| 2017      | Emerald City  | Anna          |                         |
| 2017      | MacGyver      | Samantha Cage |                         |